# Нёррепорт (станция метро)
Нёррепорт (дат. Nørreport) — подземная станция Копенгагенского метрополитена, расположенная в центре города.

## История
Станция названа в честь городских ворот Nørreport, разрушенных в 1857 году, и открыта 1 июля 1918 года.